# Симонетти, Раньеро Феличе
Раньеро Феличе Симонетти (итал. Raniero Felice Simonetti; 12 декабря 1675, Чинголи, Папская область — 20 августа 1749, Витербо, Папская область) — итальянский куриальный кардинал, папский дипломат и доктор обоих прав. Апостольский интернунций в Савойе с 7 октября 1711 по 6 января 1717. Титулярный архиепископ Никосии с 14 июня 1728 по 10 апреля 1747. Апостольский нунций в Неаполе с 23 декабря 1730 по 11 декабря 1743. Губернатор Рима и вице-камерленго Святой Римской Церкви с 11 декабря 1743 по 14 апреля 1747. Епископ-архиепископ Витербо и Тускании с 6 мая 1748 по 20 августа 1749. Кардинал-священник с 10 апреля 1747, с титулом церкви Санта-Сусанна с 15 мая 1747. 